# XAZSA
『XAZSA』（ザザ）は、若木未生による日本のファンタジー小説。イラストは田村純子が担当している。コバルト文庫（集英社）より、全3巻が刊行。また、田村純子の作画による漫画版が『LaLa DX』（白泉社）および『LaLa』（同）増刊に掲載され、同社の花とゆめコミックスより単行本全3巻が刊行された。
1巻目は連作形式であるため、一人称がタイトルごとに異なる。3巻目はショートストーリー集。1995年にイメージアルバムも製作された。
小説が電子書籍配信サイト『J-コミ』にて全巻無料配信されている。

## あらすじ
夜の銀座の街角で、休業中のギタリスト早水京平は奇妙な少年と出会う。少年の名はザザ。不思議な魅力があるその少年はなんと、天才少女浅見優亜によって作られた、国家機密レベルの機械人間（マシノイド）だった。優亜のために「人間」になりたいという夢を持つザザは、早水家に居候することに……。（以上、第1巻あらすじ）

## 登場人物
声優名は、イメージアルバム版
早水京平（はやみ きょうへい）
声 - 関俊彦
旧姓：相原。新婚3か月目に妻を亡くした、元ギタリスト。音楽活動をやめて以降、仕事は不定。深夜ラジオのDJなどをやっている。ひょんなことからザザと出会い、彼を居候させる。かつては喫煙者らしいが、結婚を機に禁煙。妻の名は、砂夜子（さよこ）。12月27日生まれ。身長179cm。
早水真砂（はやみ まさき）
声 - 草尾毅
砂夜子の弟。高校2年生。両親の遺産であるマンションに京平と2人で暮らす。家事全般を担当し、京平の面倒を見ている。口は悪い。7月7日生まれ。身長173cm、血液型はO型。
ザザ
声 - 石田彰
優亜によって作られた機械人間の1体。優亜を愛し、しかも彼女のために人間になりたがっている。英字スペルはタイトルの「XAZSA」。身長173cm、体重74.2kg。
浅見優亜（あさみ ゆあ）
11歳の天才少女科学者。ザザやゼロといった機械人間を作り出す。その頭脳が悪用されるのを避けるため、国家に保護されている。ザザの一大事にはどこへでも駆けつけるお嬢様。2月14日生まれ、血液型はAB型。
ゼロ
声 - 一条和矢
優亜が、ザザを作る1年前に父親と一緒に作った機械人間。優亜の護衛兼お目付け役。ザザの「人間になりたい」という感情を理解できないでいる。格闘戦は強い。英字スペルは「ZEHRO」。身長183cm、体重84.2kg。
木咲瞳（きさき ひとみ）
1巻目に登場。19歳の少女。ロックシンガーの卵で、京平とは旧知の仲。とあるアイドルの夏のツアーで、バックコーラスを任される。が、当日、会場となった公会堂が、台風の影響による大雨と落雷による停電に見舞われる。
相楽弘明（さがら ひろあき）
1巻目に登場。真砂のクラスメイト。喘息を起こしやすい、病弱体質。ある事情から真砂の態度に奇妙な点を感じ、結果的に、真砂を狙ったとある事件に巻き込まれる。以降は真砂の友人として付き合う。
シグマ
声 - 結城比呂
2巻目に登場した第3の機械人間。優亜が父の遺言に従い、ザザにプレッシャーを与えるため生み出した。そのためか、ザザを敵視している。英字スペルは「CIGMA」。身長170cm、体重70.2kg。

## 余談
- 真砂の通う高校は「私立祥英高校」で、「ハイスクール・オーラバスター」に登場する、里見十九郎は同学年（クラスは異なる）。1巻目の作中にもちらりと、里見とその親友・西城が登場している。
- 名前だけではあるが、Z-アウトも作中に登場することから、グラスハートとも関連がある。また、坂本一至が不登校になった末に中退した高校が上記の私立祥英高校であることが新装版の特典ペーパーで明かされた。

## シリーズ一覧

### 小説
- 若木未生（著） / 田村純子（イラスト）、集英社〈コバルト文庫〉、全3巻
  - 『XAZSA ver.1』、1992年6月10日第1刷発行（6月3日発売[3]）、ISBN 4-08-611646-4
  - 『XAZSA ver.2』、1992年11月10日第1刷発行（11月2日発売[4]）、ISBN 4-08-611695-2
  - 『XASZA メカニックスD』、2000年6月10日第1刷発行（6月2日発売[5]）、ISBN 4-08-614722-X

### 漫画
田村純子（作画）・若木未生（原作） 『XAZSA』 白泉社〈花とゆめコミックス〉、全3巻
1. 1994年11月25日第1刷発行、ISBN 4-592-12491-X
2. 1995年10月10日第1刷発行、ISBN 4-592-12492-8
3. 1996年4月10日第1刷発行、ISBN 4-592-12493-6

## イメージアルバム
『XAZSA〜Your Own Personal Number』
新居昭乃とPSY・Sの松浦雅也を作曲に迎えて製作されたイメージアルバム。1995年9月27日に東芝EMIから発売。
イメージ楽曲6曲に、本編から抜き出した会話をかぶせている、ドラマCD風のイメージアルバム。7曲目にはショートドラマを収録。